# کافیا کنجی
کافیا کنجی (به لاتین: Kafia Kingi) یک منطقهٔ مسکونی در سودان جنوبی است که در دارفور جنوبی واقع شده‌است. کافیا کنجی ۱۲٬۵۰۰ کیلومتر مربع مساحت دارد.